# Emile Hirsch
Emile Davenport Hirsch, född 13 mars 1985 i Los Angeles i Kalifornien, är en amerikansk skådespelare.

## Karriär
Hirsch debuterade vid 11 års ålder i ett avsnitt av den amerikanska serien Vampyrernas hemlighet, han har även hoppat in som gästskådespelare i serierna Two of a kind och Sabrina tonårshäxan. Han blev känd efter filmen The Girl Next Door, men det stora genombrottet kom 2007 när han gestaltade vandraren Christopher McCandless i filmen Into the Wild.

## Privatliv
17 augusti 2015 dömdes Hirsch till fängelse för att 25 januari samma år ha tagit strypgrepp på en kvinna på en fest. Hirsch var berusad vid tillfället och har efter det genomgått rehabilitering för sitt alkoholmissbruk. Han erkände brottet och straffet blev 15 dagars fängelse, skadestånd samt 50 timmars samhällstjänst.

## Filmografi

### Långfilmer
- 1998 – Gargantua
- 1998 – Houdini - en flört med döden
- 2001 – Wild Iris
- 2002 – The Dangerous Lives of Altar Boys
- 2002 – The Emperor's Club
- 2003 – The Mudge Boy
- 2004 – The Girl Next Door
- 2004 – Imaginary Heroes
- 2005 – Lords of Dogtown
- 2006 – Alpha Dog
- 2007 – The Air I Breathe
- 2007 – Into the Wild
- 2008 – Speed Racer
- 2008 – Milk
- 2009 – Taking Woodstock
- 2011 – The Darkest Hour
- 2011 – Killer Joe
- 2012 – Savages
- 2012 – Twice Born
- 2012 – The Motel Life
- 2013 – Prince Avalanche
- 2013 – Lone Survivor
- 2015 – Ten Thousand Saints
- 2016 – Vincent-N-Roxxy
- 2016 – The Autopsy of Jane Doe
- 2018 – The Outsider
- 2019 – Never Grow Old
- 2019 – Once Upon a Time in Hollywood

### TV-serier
- 1996 – Kindred: The Embraced (TV-serie) (ett avsnitt)
- 1997 – Tredje klotet från solen (TV-serie) (ett avsnitt)
- 1997 – Morgondagens hjälte (TV-serie) (ett avsnitt)
- 1998 – Players (TV-serie) (ett avsnitt)
- 1999 – Two of a Kind (TV-serie) (ett avsnitt)
- 1999 – Sabrina tonårshäxan (TV-serie) (ett avsnitt)
- 1999 – Promised Land (TV-serie) (ett avsnitt)
- 1999 – Kameleonten (TV-serie) (ett avsnitt)
- 1999 – Profiler (TV-serie) (ett avsnitt)
- 1999 – På spaning i New York (TV-serie) (ett avsnitt)
- 1999 – Cityakuten (TV-serie) (två avsnitt)